# Marcel Portout
Marcel Pourtout (Saint-Aignan, 12 febbraio 1894 – Rueil-Malmaison, 29 agosto 1979) è stato un imprenditore francese, noto per aver fondato l'omonima carrozzeria automobilistica assai famosa nel periodo tra le due guerre mondiali. È stato inoltre sindaco del paese di Rueil-Malmaison per quasi trent'anni.

## Notizie biografiche

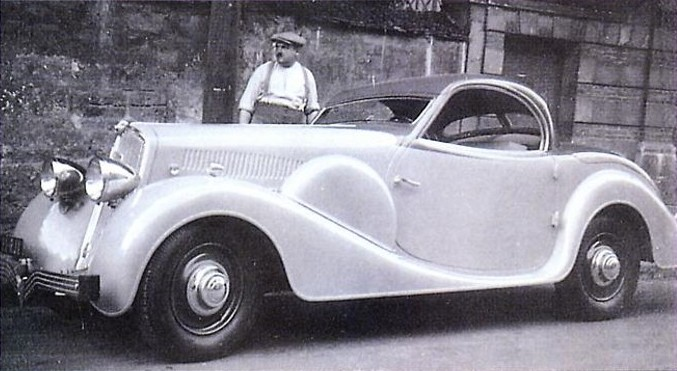
Marcel Pourtout vicino ad una Peugeot 401 Eclipse

Fin da bambino, Marcel ha sempre dimostrato una notevole volontà ed un notevole zelo. A soli dodici anni, nel 1906, cominciò a lavorare come apprendista conciatore di pelli presso un piccolo carrozziere a Puteaux. A 19 anni, oramai ragazzo e non più bambino, cominciò a lavorare presso un piccolo costruttore di nome Kriéger, che produceva vetture elettriche. Lo scoppio della prima guerra mondiale vide Marcel Pourtout unirsi al conflitto e partecipare alle ostilità. Al suo ritorno, nel 1919, convolò a nozze ed in seguito trovò lavoro presso un nuovo carrozziere sito a Bougival. Nel 1923 approdò alla carrozzeria Aubertin di Levallois, dove si trovò a dirigere un'équipe di persone. Quando tale carrozzeria chiuse i battenti, Marcel Pourtout decise di aprire una propria attività sempre a Bougival, portando con sé  una dozzina di ex-colleghi a Bougival. Fu così che nel 1925 nacque la carrozzeria Pourtout. Lo stesso anno nacque il figlio di Marcel Pourtout, Claude, che più tardi seguirà le orme del padre. Subito gli affari andarono a gonfie vele ed in pochissimo tempo Marcel Pourtout riuscì ad ammortizzare completamente le somme investite. Non solo, ma nel 1928 la sede dovette essere trasferita in un luogo più grande per far fronte alle innumerevoli richieste. Fu in questo periodo che nacquero le migliori creazioni della carrozzeria Pourtout. Ancora una volta, nel 1936, la nuova sede dell'impresa fu trasferita nel paese di Rueil-Malmaison. In questo periodo, in cui andavano di moda le linee aerodinamiche, anche Pourtout si fece prendere dalla tendenza e disegnò bellissime carrozzerie profilate.
Lo scoppio della seconda guerra mondiale paralizzò quasi del tutto la normale attività della carrozzeria, che si limitò a costruire ambulanze su telai Chevrolet. Nel 1941 Marcel Pourtout divenne sindaco di Rueil-Malmaison fino al 1944.
Alla fine del conflitto, oramai il periodo delle grandi carrozzerie e dei grandi carrozzieri stava volgendo al termine. Marcel Pourtout stava comunque ancora tentando di risollevare le sorti della sua impresa: nel 1947 fu rinominato sindaco di Rueil-Malmaison e rimase con tale carica fino al 1971. Tra il 1947 ed il 1952, la carrozzeria Pourtout partecipò ad alcuni Saloni automobilistici. A metà degli anni cinquanta, la carrozzeria Pourtout cessò l'attività inerente alla creazione di corpi vettura prestigiosi e si buttò sulla creazione di carrozzerie per veicoli industriali e pubblicitari. A tale nuova attività partecipò anche Claude, il figlio di Marcel, che già aveva fatto pratica fin dagli anni trenta. Marcel Pourtout non trascurerà comunque la sua attività di sindaco.